# オフィス・ケーアール
株式会社オフィス・ケーアール（英: OFFICE KR Inc.）は、音楽を中心としたテレビ番組の企画・制作や音楽制作に関わる制作プロダクションをしている企業である。特に日本テレビ系の音楽番組を制作することが多い。

## 所属スタッフ
プロデューサー
- 本橋武夫

ディレクター
- 佐野浩巳

アシスタントプロデューサー
- 伊藤真和

## 主な番組

### 現在
- 日テレ系音楽の祭典 ベストアーティスト
- THE MUSIC DAY 音楽は太陽だ。
- バズリズム
- 歌謡プレミアム

### 過去
- ザ・トップテン
- 歌のトップテン
- 速報!歌の大辞テン
- AX MUSIC-TV
- 音楽戦士 MUSIC FIGHTER
- 水着少女
- 歌スタ!!
- ウタワラ
- マチャミの名曲100選 心に残るこの一曲「あの時聴いた、歌ったのはこんな歌」
- 全力!Tunes
- THE M
- 恋歌〜ラブソングス 紀香とマチャミが贈る愛と別れの名曲ベスト
- 音龍門
- ハッピーMusic
- ミリオンヒットコンサート
- 1番ソングSHOW
- ミュージックドラゴン
- THE夜もヒッパレ（2025年復活版）※制作協力

### 関連子会社
- 有限会社KRエンタープライズ

### 取引先会社
- 日本テレビ放送網株式会社
- 株式会社日テレアックスオン（旧日本テレビエンタープライズ）
- 株式会社モスキート
- 株式会社ニッポンクリエイティブビジョン
- 株式会社プロダクション尾木
- 株式会社創輝
- 有限会社ゴッドキッズ